# Juan Gorordo
Juan Bautista Gorordo (Barili, 18 april 1862 – 20 december 1934) was een rooms-katholiek geestelijke. Gorordo was van 1910 tot 1931 bisschop van het bisdom Cebu. Hij was daarmee, na Jorge Barlin, de tweede bisschop van Filipijnse afkomst.

## Biografie
Juan Bautista Gorordo werd geboren in Barili, een gemeente in het zuidwesten van de provincie Cebu. Hij werd door zijn ouders naar het San Carlos-seminarie gestuurd, waar hij filosofie en theologie studeerde. Na zijn wijding tot priester op 31 mei 1885 diende hij als coadjutor van San Nicolas en Opon (het tegenwoordige Lapu-Lapu City). In 1891 werd hij benoemd tot kapelaan van de Cebu Metropolitan Cathedral en secretaris van het kerkelijk bestuur.
Op 29 april 1909 werd Gorordo door paus Pius X benoemd tot hulpbisschop van het bisdom Cebu en titulair bisschop van Nilopolis. Op 2 april 1910 volgde een benoeming tot bisschop van datzelfde bisdom. Op 19 juli 1931 diende hij zijn ontslag in als bisschop. Drie jaar later overleed Gorordo op 72-jarige leeftijd.